# The Bob Dylan Encyclopedia
The Bob Dylan Encyclopedia es un compendio de artículos escritos por Michael Gray, que cubren la vida y la obra de Bob Dylan. Incluye revisiones de longitud variable para cada álbum y numerosas canciones de la producción musical de Dylan, pero no es sólo un trabajo de crítica musical. Los temas para los artículos individuales abarcan los antepasados musicales de Dylan, sus influencias literarias, conocidos personales, eventos clave en su carrera, músicos asociados, el contexto cultural, incursiones en el cine y la escritura, y detalles de todo tipo.
Las opiniones de Gray caracterizan el contenido que se encuentra en la Encyclopedia. Gray conecta a Dylan con la tradición del country blues, y hay muchos artículos relacionados con la música blues y músicos de blues, especialmente los de la década de 1920 y 1930. Gray resume la vida y obra de los principales artistas de principios del rock and roll en la década de 1950, así como existen entradas de influyentes artistas de los campos de la música country y el revival de la música folk. También hay artículos sobre personajes históricos, que van desde Robert Browning a Marshall McLuhan.
Las primeras ediciones de la Encyclopedia incluían un DVD duplicando su contenido, para que pudiera ser consultado en el ordenador de casa.